# Nguyễn Thới Bưng
Trung tướng Nguyễn Thới Bưng (1927 – 2014), bí danh Hồng Tâm. Ông nguyên là Ủy viên Ban Chấp hành Trung ương Đảng Cộng sản Việt Nam khóa VI, VII, Đại biểu Quốc hội Việt Nam khóa VIII, Thứ trưởng Bộ Quốc phòng Việt Nam (1992 –1997).

## Tiểu sử
Nguyễn Thới Bưng sinh ngày 15 tháng 06 năm 1927
Quê quán: Xã An Tịnh, huyện Trảng Bàng, tỉnh Tây Ninh.
- Ông nhập ngũ 9/1945, là chiến sĩ, Tiểu đội phó, Tiểu đội trưởng bộ đội huyện Trảng Bàng, tỉnh Tây Ninh
- Năm 1947, ông được kết nạp vào Đảng Cộng sản Việt Nam, lần lượt giữ các chức vụ Phó Tiểu đội trưởng, Tiểu đội trưởng, Trung đội trưởng, Đại đội 1, Chi đội 12
- Đến năm 1950, ông lần lượt giữ các chức vụ Tổ phó quân báo, Trung đoàn 312; Đại đội phó, Đại đội trưởng Đại đội 807. Đến năm 1954, lần lượt giữ các chức vụ: Huyện đội phó; Đại đội trưởng Đại đội độc lập Hóc Môn; Phó tiểu ban Tác huấn Tỉnh đội Gia Định, phụ trách lớp bổ túc cán bộ B và xã đội
- Đến năm 1956, là Tiểu đoàn phó Tiểu đoàn 2, Trung đoàn 5, Sư đoàn 330; Đảng ủy viên Tiểu đoàn; Trợ lý pháo binh, Phòng Tham mưu Sư đoàn 330
- Đến năm 1957, được cử đi học bộ binh cao cấp ở Trung Quốc, sau đó về làm trở lại là Trợ lý Cục Tác chiến, Bộ Tổng Tham mưu
- Năm 1961, là Trợ lý tác chiến Lữ đoàn 338, rồi Trưởng ban Tác chiến Lữ đoàn
- Năm 1963, ông vào chiến trường B2 (miền Nam), là Trung đoàn phó – Tham mưu trưởng, rồi Trung đoàn trưởng Trung đoàn 5, Sư đoàn 5. Năm 1966 là Tham mưu phó Sư đoàn 5, rùi Tham mưu trưởng Sư đoàn 9. Đến năm 1967 là Sư đoàn phó rồi Sư đoàn trưởng Sư đoàn 9
- Năm 1972, ông là Trưởng phòng Tác chiến, Bộ chỉ huy Miền
- Giai đoạn 1974 – 1975, ông được cử đi học lớp Bổ túc quân sự cao cấp
- Năm 1975, ông là Phó Tư lệnh thành phố Sài Gòn – Gia Định, Ủy viên Thường vụ Đảng ủy Thành phố
- Từ 1976 đến 1979, ông làm Tham mưu trưởng rồi Phó Tư lệnh Quân khu 7; Ủy viên Thường vụ Đảng ủy Quân khu
- Từ 1979 đến 1983, Phó Tư lệnh, Phó Tư lệnh – Tham mưu trưởng Quân khu 9
- Từ 1983 đến 1986 Tư lệnh Quân khu 9; Phó Bí thư Đảng ủy Quân khu
- Năm 1987, làm Tư lệnh Quân khu 7
- Năm 1989, được bổ nhiệm Phó Tổng Tham mưu trưởng Quân đội nhân dân Việt Nam
- Năm 1992, được bổ nhiệm làm Thứ trưởng Bộ Quốc phòng, phụ trách công tác đối ngoại
- Năm 1997, nghỉ hưu
- Phong quân hàm: Thiếu tướng (1983); Trung tướng (1988)

Ông qua đời ngày 22/1/2014 tại Thành phố Hồ Chí Minh.

## Khen thưởng
- Huân chương Độc lập hạng Nhất,
- Huân chương Quân công hạng Nhất,
- Huân chương Chiến công hạng Nhất,
- Huân chương Chiến thắng hạng Nhì,
- Huân chương Kháng chiến chống Mỹ cứu nước hạng Nhất,
- Huy hiệu 65 năm tuổi Đảng

Và nhiều Huân, Huy chương khác.

## Gia đình
Con gái: Nguyễn Thị Mai Thanh sinh năm 1952, nguyên Tổng Giám đốc Công ty cổ phần Cơ điện lạnh.
Con trai: Nguyễn Châu Thanh, nguyên là Trung tướng, Chủ nhiệm Tổng cục Kỹ thuật, Bộ Quốc phòng (2008 – 2015).
Con trai nuôi: Nguyễn Văn Thành, nguyên là Đại tá, Chủ nhiệm Cục Kỹ thuật, Quân Khu 7, Bộ Quốc phòng (2014 – 2021).